# Quercus laxa
Quercus laxa — вид рослин з родини букових (Fagaceae), поширений у Мексиці.

## Опис
Дерево листопадне від (3)6 до 10 метрів заввишки. Кора сіра, луската. Гілочки жовтуваті, спочатку густо-вовнисті, потім голі; сочевички помітні лише на другий рік. Листки товсті, зворотно-яйцюваті або довгасті, 6–8 × 3–5 см; верхівка тупа (іноді гостра); основа округла або серцеподібна, іноді асиметрична; край товстий, злегка загнутий, округло-зубчастий або зубчастий на дистальній половині; верх оливково-зелений, злегка грубий, голий або вкритий рідкісними зірчастими і залозистими трихомами; низ блідіший, щільно і стійко вовнистий; ніжка листка завдовжки 7–13 мм, спочатку вовниста, потім ± гола. Цвітіння у травні. Чоловічі сережки 3 см, з численними квітками; жіночі — 5–10 мм завдовжки, з 1–5 квітками. Жолуді від 1 до 8 разом на запушеній ніжці, від яйцюватих до довгастих, завдовжки 15–20 мм; чашечка завширшки менше 2 см, укриває 1/2 горіха; дозрівання того ж року у вересні та жовтні.

## Середовище проживання
Поширення: Мексика (Дуранго, Гуанахуато, Ідальго, Халіско, Керетаро, Сіналоа); на висотах від 1650 до 3000 метрів.
Зростає у відкритих дубових лісах, сосново-дубових лісах, на пасовищах, серед низинної листопадної чагарниково-лісової рослинності.

## Загрози
Чисельність виду значно зменшилася внаслідок змін у землекористуванні, деградації середовища існування внаслідок діяльності тваринництва і тимчасове землеробство.